# Temple de Nabû (Palmyre)
Pour les articles homonymes, voir Temple de Nabû.
Le temple de Nabû, à Palmyre en Syrie, est un édifice religieux dédié à Nabû — ou Nebo —, dieu babylonien du savoir, des arts et de l'écriture. La fondation de l'œuvre architecturale à destination votive est attribué pour la période qui couvre le IIe siècle. À cette époque, au cours du règne de l'empereur Hadrien, Tadmor, et la partie occidentale de la syrie antique, sont alors sous statut provincial romain.
Le temple de Nabû est découvert, puis dégagé au cours du XVIIIe siècle. L'opération se déroule lors d'une expédition archéologique. Cette exploration succède à l'exhumation du site palmyréen de premières ruines urbaines par des marchands d'Alep en 1691.
Ce sanctuaire possède une architecture à la fois romaine, hellénistique et levantine.

## Situation géographique du temple sur le site antique de Palmyre
D'après maintes données topographiques observées, la situation spatiale du temple de Nabû, au sein du site antique de Palmyre, se présente de manière singulière. En premier lieu, l'édifice votif est bâti sur l'axe médian d'un terrain irrégulier, lequel est se positionne en hauteur,.
Ensuite, le complexe religieux s'oriente d'après une ligne nord/nord-est; sud/sud-ouest et ce, à la manière des temples d'architecture gréco-romaine — il est par ailleurs remarquable que le Temple de Baal s'inscrivant dans un axe Nord/nord-ouest; sud/sud-est, ces deux édifices s'articulant en un angle à 90° —,,.
Le sanctuaire s'inscrit au cœur d'une zone délimitée par deux axes remarquables : d'une part, la Grande Colonnade palmyréenne au nord, d'autre part la voie de circulation principale de la ville antico-levantine au sud,,,,.

Localisation du sanctuaire de Nabû sur le site palmyréen
Carte schématique du site de la cité antique de Palmyre, Syrie.
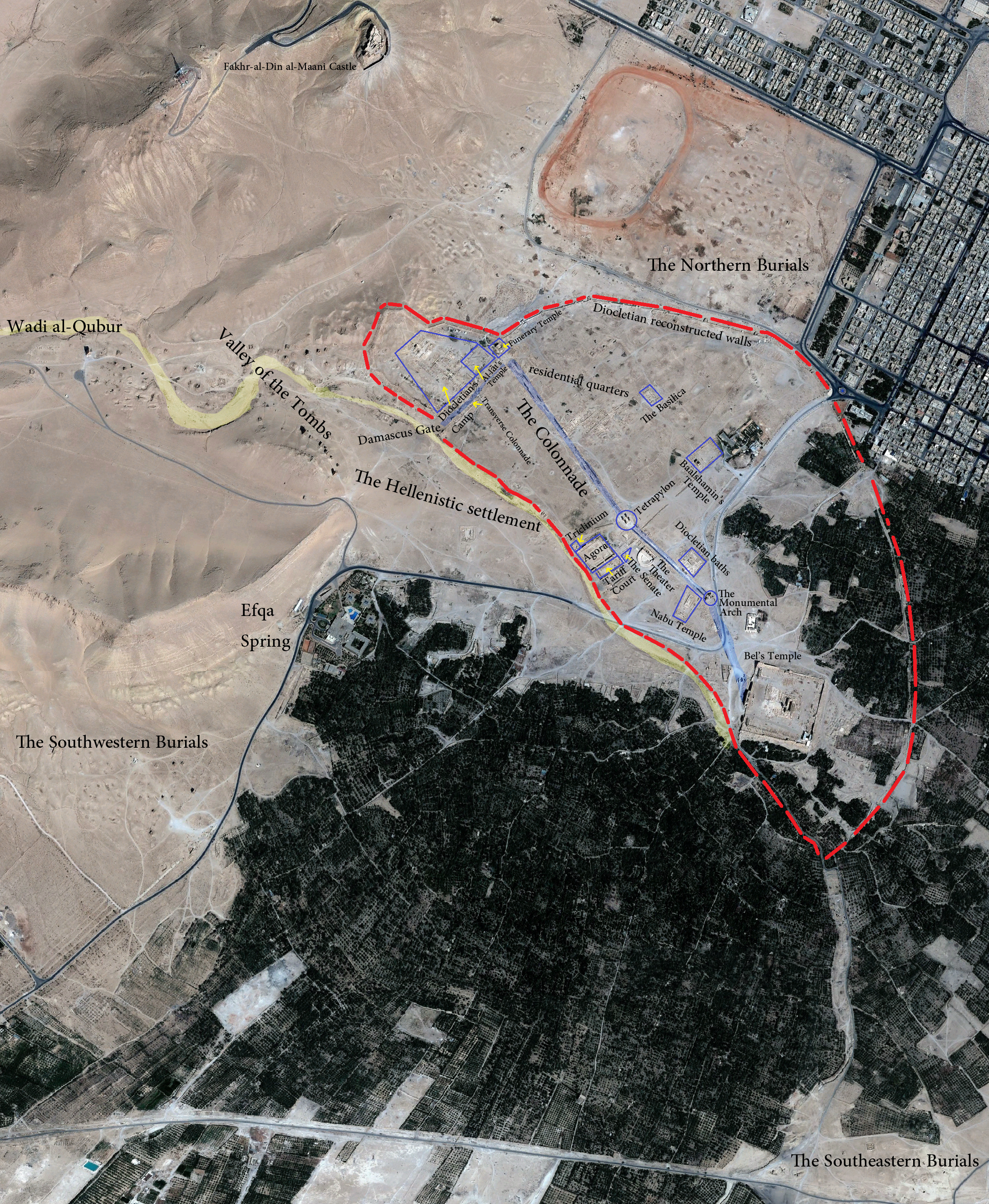
Plan du site archéologique de la ville antique de Palmyre[N 3].

En outre, l'ouvrage architectural est sis à environ 100 mètres au nord-ouest du Temple de Bêl et 500 mètres au sud-ouest du Temple de Baalshamin. Le sanctuaire de Nabû forme, associé à ses deux homonyme, approximativement un triangle rectangle dont il serait le sommet à angle droit. Cette délimitation triangulaire semble constituer une « zone cultuelle ». Cette aire religieuse est elle-même située au sud-est du Wadi, c'est-à-dire l'ancien complexe urbain palmyréen.
Enfin, sur le terrain, les archéologues ont pu mettre en évidence des ruines d'habitats urbains côtoyant le sanctuaire. Les analyses radiocarbones ont révélé que ces structures domestiques sont attribuées à une époque postérieure à celle de la construction du sanctuaire — au cours des IIe siècle et IIIe siècle —,,. Ce constat suggère un processus de synœcisme (ou centralisation) urbain autour du bâtiment religieux, mouvement d'accrétion migratoire qu'il est également possible d'observer concernant les deux temples de Bêl et de Baalshamin,,.

Les différents édifices et structures côtoyant le sanctuaire de Nabû
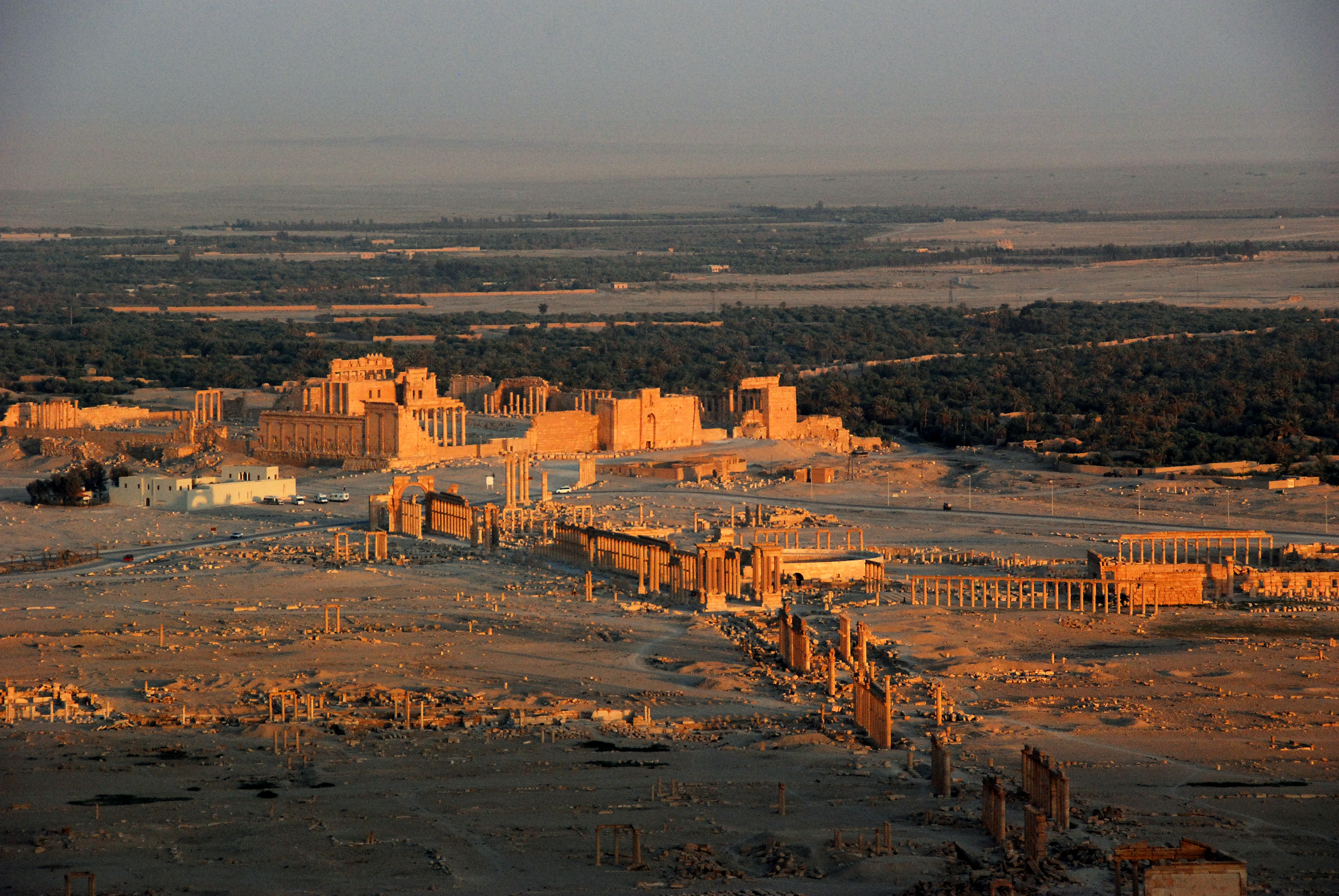
Perspective d'ensemble du site archéologique palmyréen[N 4]
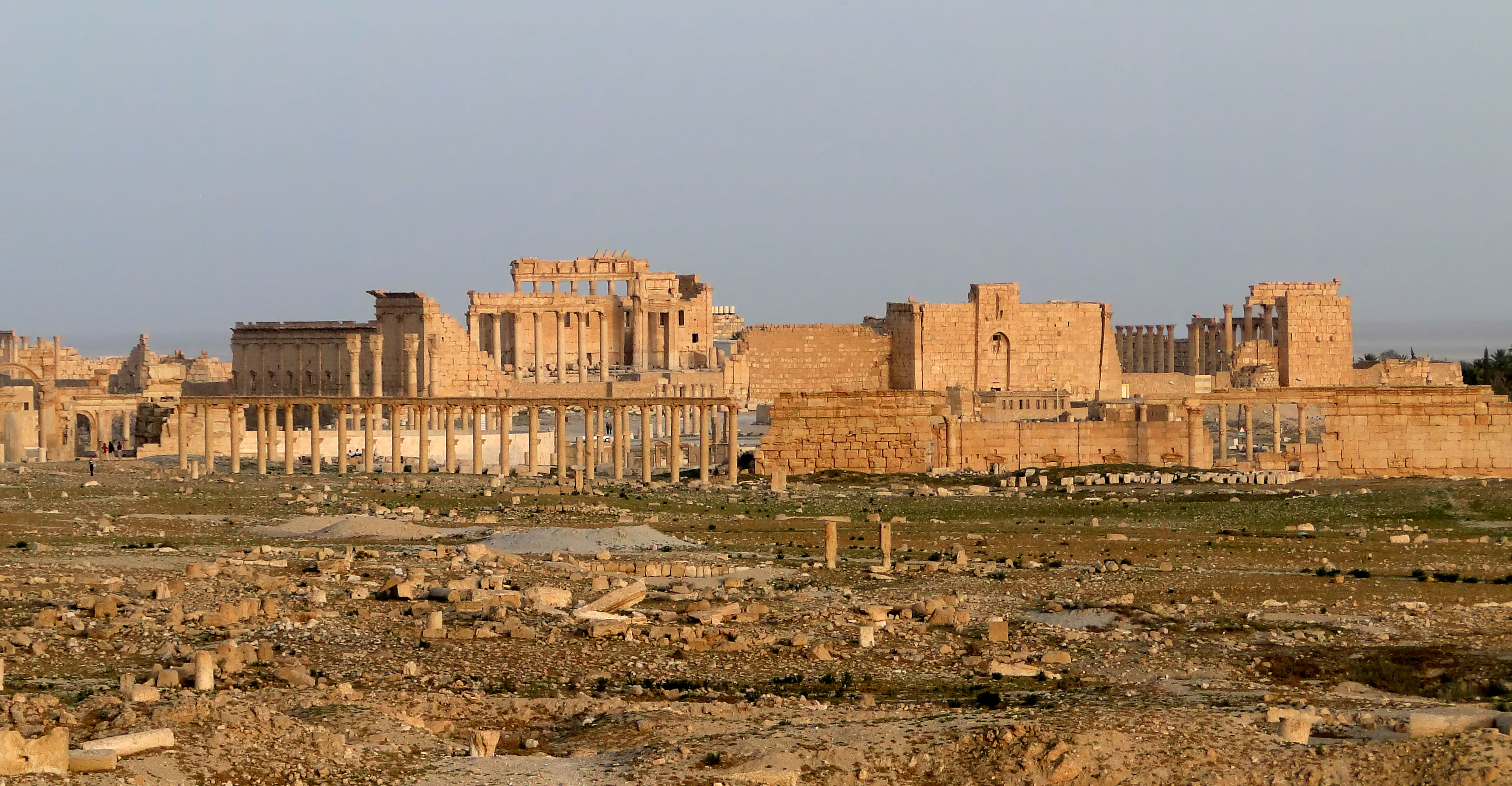
Le site de Tadmor, avec le temple de Baal au centre et au premier plan.
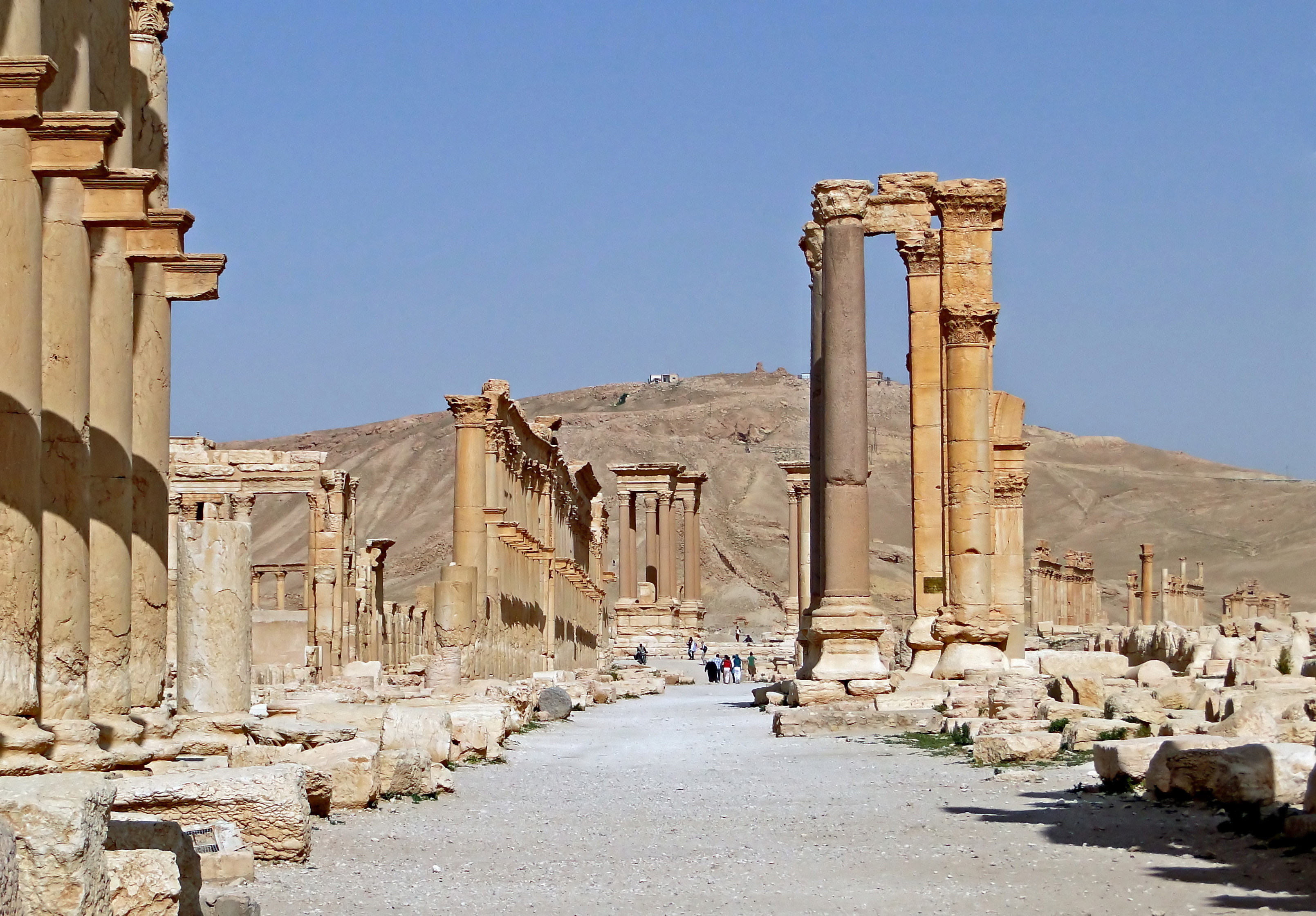
La section centrale de la colonnade avec au fond, vers l'ouest, l'arc tétrapyle.
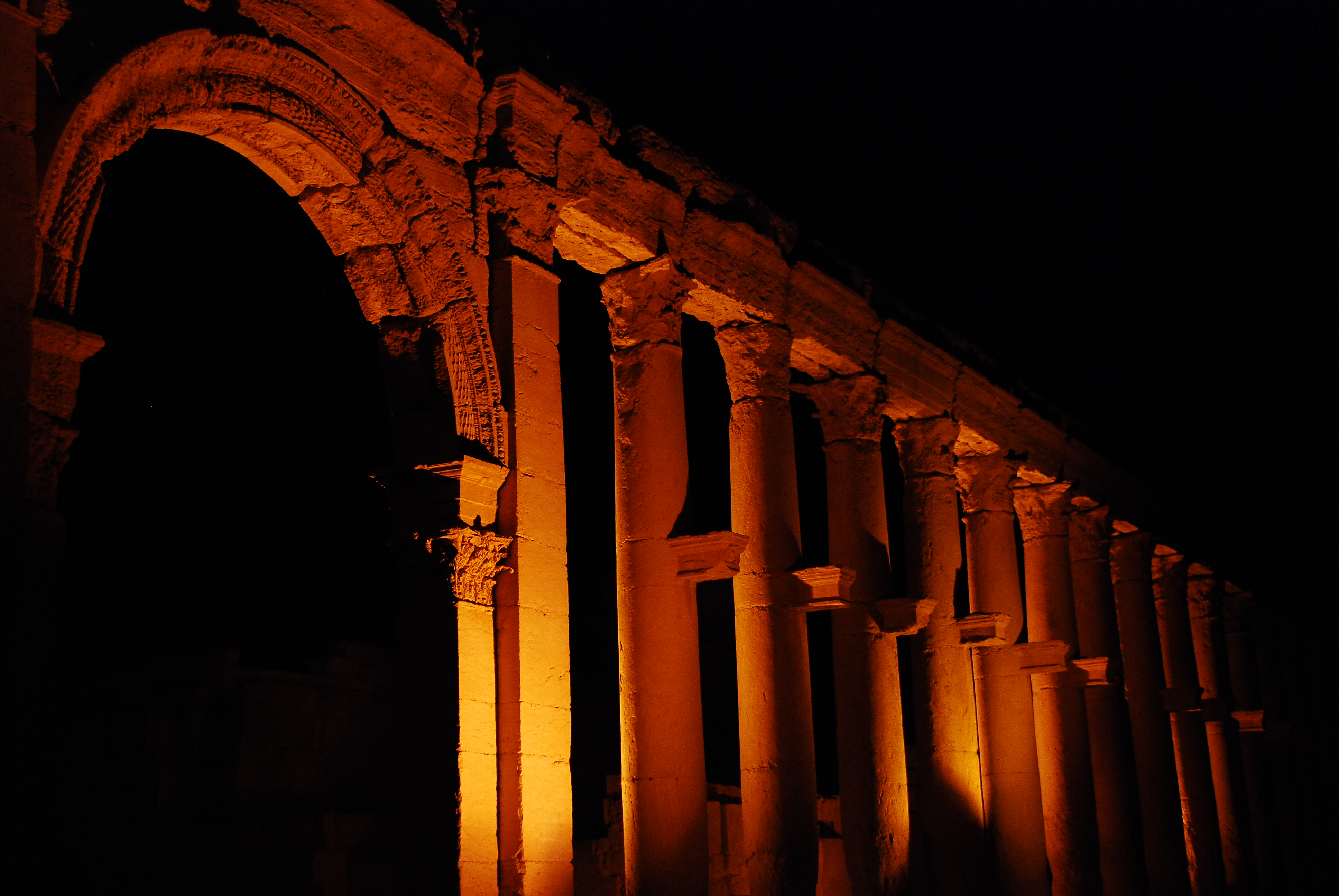
Une partie de la grande colonnade la nuit.
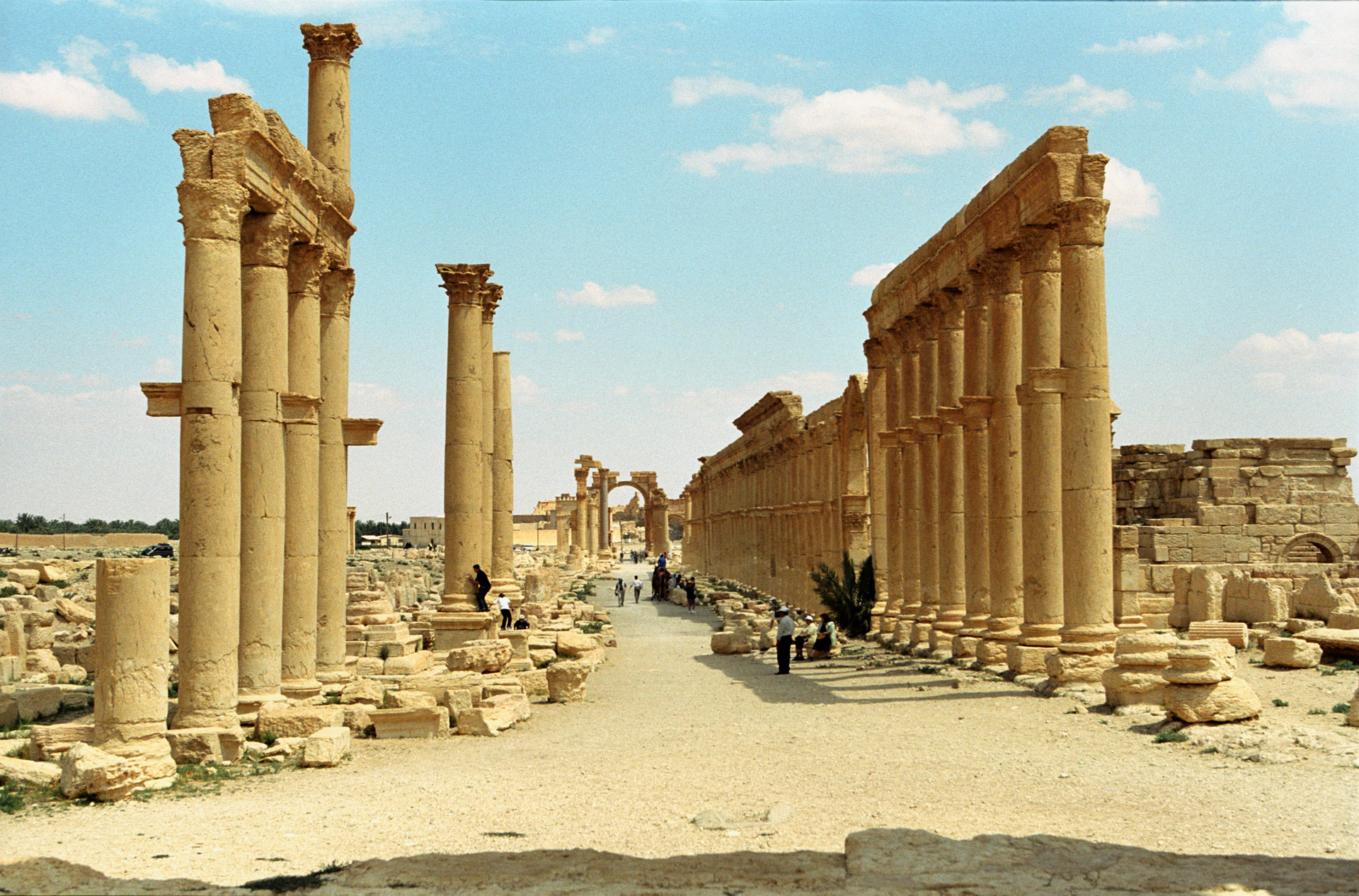
La section centrale de la colonnade avec, vers l'est, la porte monumentale.

## Histoire

### Contexte
Au cours du Ier millénaire av. J.-C., Tadmor est une puissante ville commerciale fondée par des marchands et des caravaniers,.

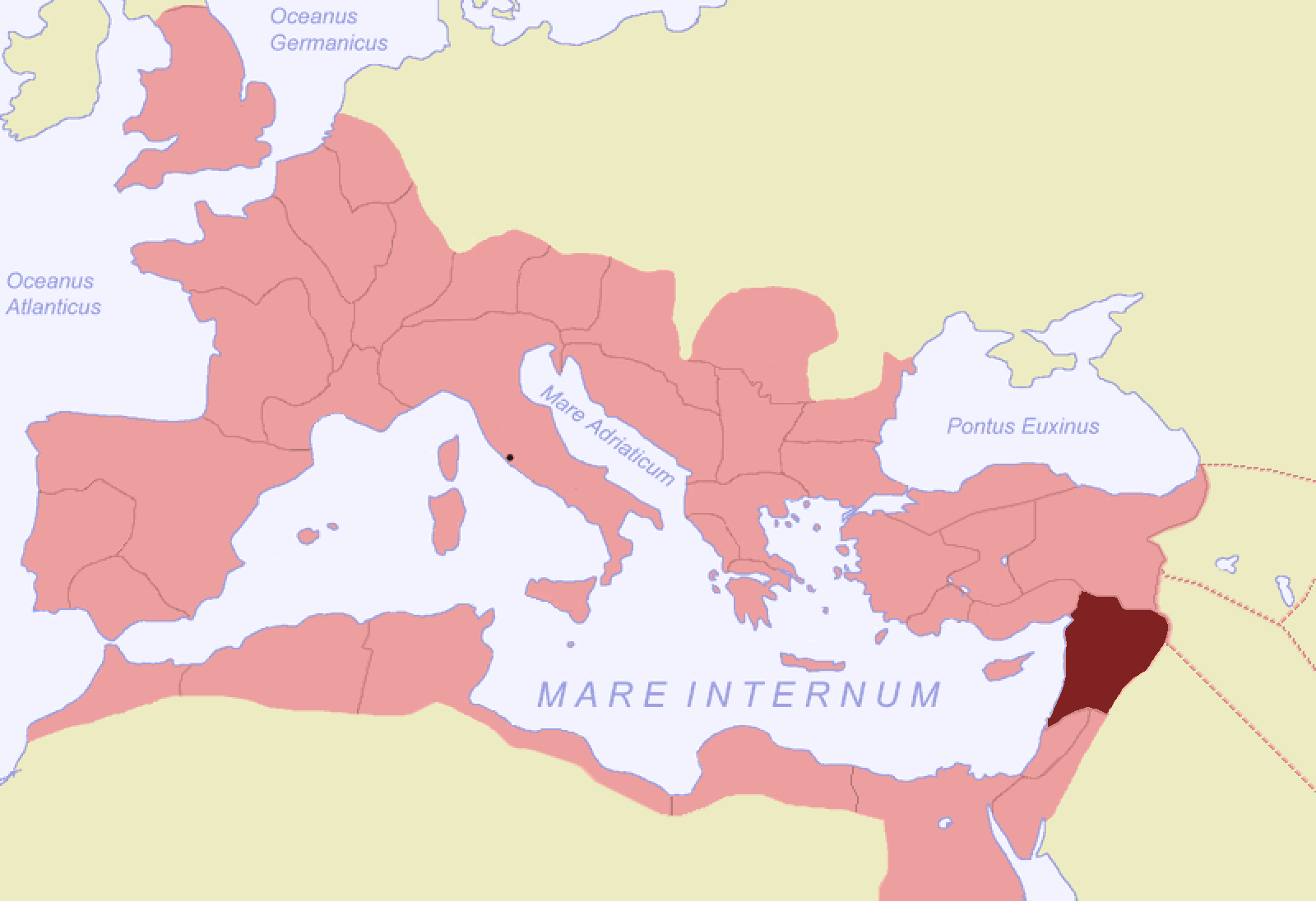
La Province de Syrie (rouge foncé) au sein de l'empire romain en 116.

En 64 av. J.-C., le général romain Pompée offre la conclusion de la dynastie des Séleucides en soumettant Mithridate VI. L'année suivante, en 63 av. J.-C., la Syrie occidentale devient une province romaine. À partir du début du Ier siècle, Tadmor est rattachée à la province romaine de Syrie ; elle est également rebaptisée Palmyre et se voit pourvue du statut de ville romaine. C'est au sein de ce contexte historique que débute l'érection Temple de Nabû — aux alentours du dernier quart du Ier siècle —.

### La construction du Temple de Nabû
À l'instar de différents temples palmyréens pourvus d'une taille relativement restreinte — tel que le temple de Baalshamin —, le sanctuaire de Nabû est édifié sous l'impulsion de riches familles nobiliaires palmyréennes (pour la plupart des marchands),. En ce qui concerne ce dernier, les familles Elhabel, et Belshuri apparaissent comme en étant les initiatrices,.
Les deux tribus familiales se répartissent la tâche et les travaux afférant à l'élévation et la réalisation de l'édifice religieux. La famille Elhabel se charge de la construction de la cella, tandis que la famille Bêlshuri s’octroie l'érection du propylée et du mur d'enceinte encadrant le Temple. Des inscriptions cunéiformes gravées sur celui-ci indiquent que les travaux débutent au cours de la seconde moitié du Ier siècle — probablement en 67 apr. J.-C. —,,.
L'édification de l'ouvrage architectural religieux est complexe et se déroule en deux phases distinctes : la première est datée de la fin du Ier siècle, tandis que la deuxième est attribuée à près d'un siècle plus tard. La conception du mur d'enceinte se révèle relativement prompte et aisée. À contrario, la construction du bâtiment sacré présente certaines contraintes. Le terrain sur lequel repose la cella est un tel présentant de grandes irrégularités,.
La première phase de l'érection du sanctuaire se termine avec d'une part une enceinte et un propylée finalisés, d'autre part avec l'existence d'une cella. Néanmoins, à la fin de cette première phase de travaux, la cella est encore totalement inachevée. Cette dernière est alors pourvue de six colonnes de façade, mais également quatre sur chacune des faces latérales du péristyle; par ailleurs, les murs de la cella semblent encore se constituer de blocs pierreux non dégrossis et/ ou taillés, lesquels se présentent encore sous forme finement bosselée. À la fin du Ier siècle, le temple de Nabû offre un panorama architectural bancal et déséquilibré.
Il est significatif que pendant la période espaçant les deux phases d'édification du sanctuaire, une nouvelle voie de circulation est percée au nord de celui-ci — ladite voie apparaît en outre tel l'axe principal de la ville antique —. Par ailleurs les travaux ayant pour objet l'élévation la colonnade palmyréenne se finalisent, cette dernière longeant le sud de l'œuvre architecturale dédiée à Nabû. Ces deux faits produisent des incidences majeures relatives à la pérennité et à la continuité des travaux réalisés sur le temple lui-même,.
Au cours de la deuxième phase, seule la famille Elhabel demeure à la direction de la mise œuvre. L'infrastructure du bâtiment central, lieu de recueil des croyants, est totalement réorganisée. En outre, le tell qui supporte celle-ci, subit un accroissement par le biais d'une nouvelle extension orientée du côté sud. Incidemment, cette transformation topographique, aboutit à une augmentation du péristyle. Pour autant, le péristyle conserve une unique rangée de colonnes organisées en périptère. Cette mutation affecte ainsi le temple à une typologie architecturale dite pseudo-diptère — l'allongement du podium, passant d'un rapport de dimension de « 6/11 »à un rapport de « 6/12 » —.
Néanmoins, les travaux les plus importants affectent tout particulièrement le bâti nord de la cour sacrée. De facto, les Elhabel entreprennent de mettre à profit la nouvelle voie principale palmyréenne récemment édifiée, en concevant la percée de la façade nord de l'enceinte en trois points formant trois accès au temple. Un propylée muni de dix colonnes est également érigé, complétant ces derniers. En outre, la façade sud est transformée, afin que celle-ci puisse harmonieusement côtoyer à la Grande Colonnade, à présent achevée. Un rapport de ces différentes étapes de construction est établi par le biais d'inscriptions disséminées sur l'ensemble des éléments constitutifs du temple.

L'Empire de Palmyre (en jaune) en 271.

Enfin, la cella, et tout particulièrement son  τὸ τέμενος / tò témenos, subit aussi un profond remaniement.
La cité antique étant alors le poumon politique culturel et économique du vaste empire palmyrène,, l'édification du complexe religieux trouve sa conclusion au début du IIIe siècle, sous le règne de Septimia Bathzabbai Zénobie, couvrant ainsi près de 150 ans de travaux,.

### La destruction partielle du sanctuaire de Nabû
Au cours du IIIe siècle av. J.-C., alors que la reine Zénobie a pris sous son égide l'Empire palmyrénien,,,,, l'empereur romain Aurélien, mène une offensive directement sur la ville antique de Palmyre. Ce dernier parvient à la prendre et par la suite la met à sac,.
Dans les faits, tandis que le Temple de Bêl et celui de Baalshamin demeurent dans une relative intégrité, le sanctuaire dédié à Nabû est, quant à lui, pleinement affecté par la mise à sac. De l'ouvrage architectural votif, il ne reste quasiment plus que des vestiges, hormis de nombreux portiques ceignant sont téménos, ainsi que des éléments architecturaux appartenant à la cella. Hormis le lieu central de l'édifice, la majeure partie du périptère, le propylée, mais également l'autel monumental de type syrio-levantin attenant à la cour du sanctuaire sont détruits,,.

Les ruines de la maison de Nébo après le règne de Zénobie et la mise à sac de Aurélien.
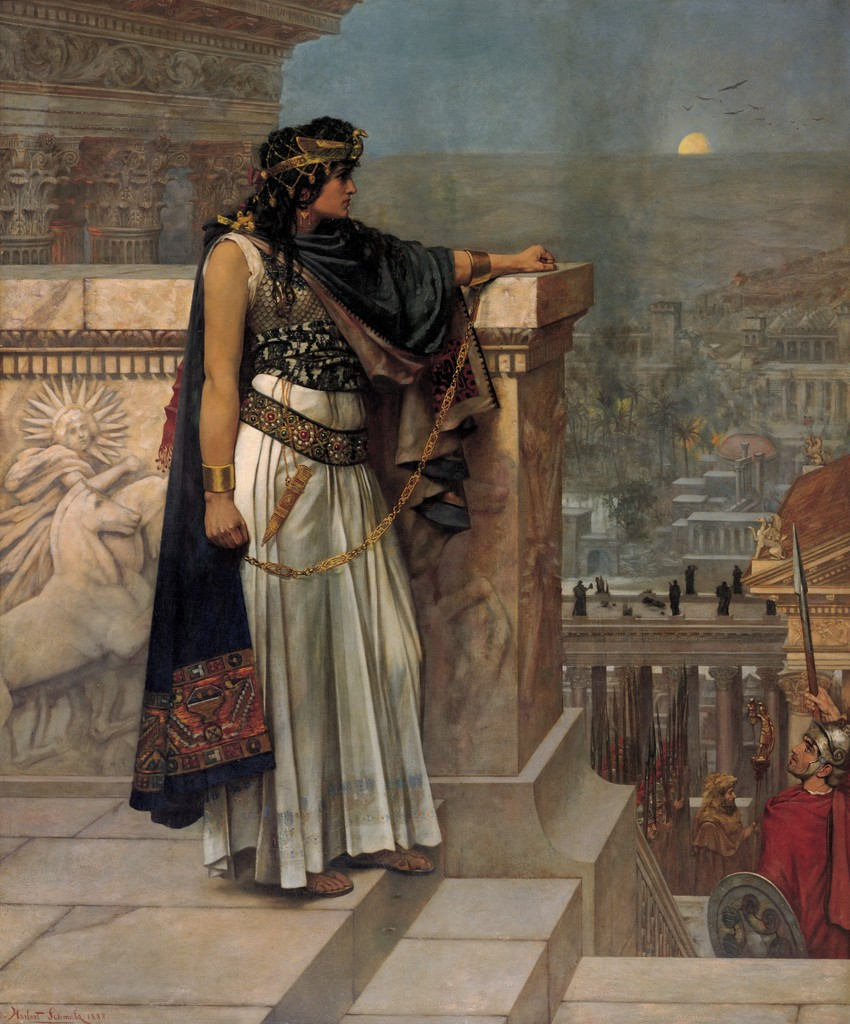
La reine Septimia Bathzabbai Zénobie[N 5].
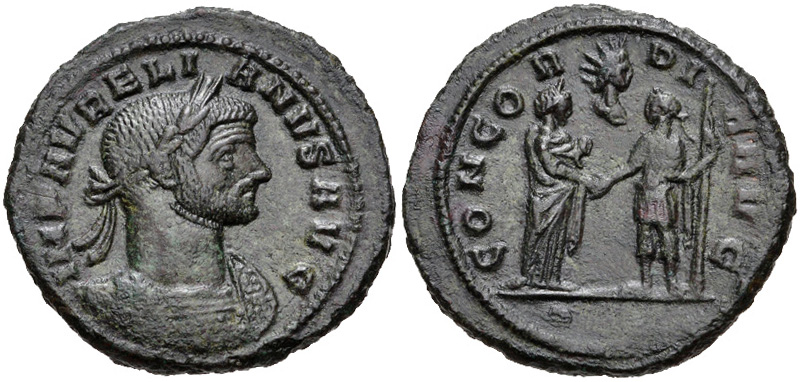
Aurélien[N 6][28].

### Redécouverte

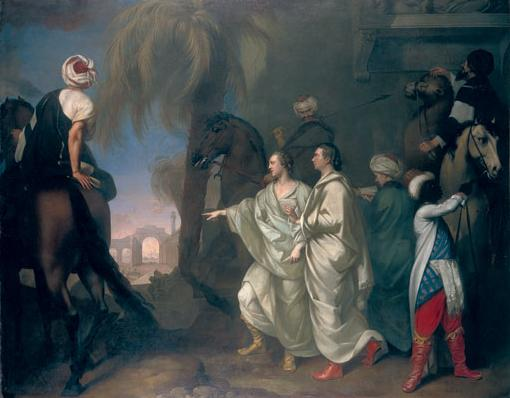
Les explorateurs Robert Wood et James Dawkins devant les ruines de Palmyre (huile de Gavin Hamilton, 1757).

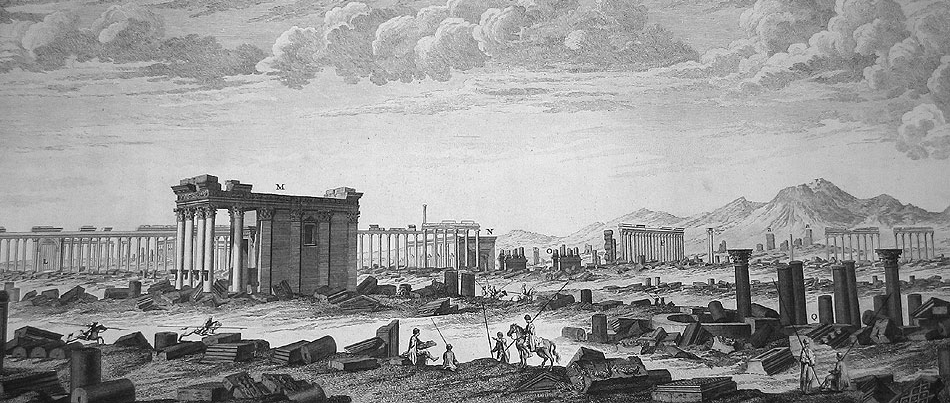
Vue d'ensemble du site archéologique de Palmyre. Estampe de Robert Wood, réalisée en 1753.

Le temple de Nabû est découvert, puis dégagé au cours du XVIIIe siècle. L'opération se déroule lors d'une expédition archéologique, laquelle succède à l'exhumation du site palmyréen sanctuaire par des marchands d'Alep en 1691.
En 1751, une expédition en destination de la Syrie est entreprise par les deux explorateurs James Dawkins (en) (1696 - 1766) et Robert Wood (1717 - 1771), afin de mettre au jour les ruines des monuments antiques de Palmyre,,.
Les premières fouilles archéologiques du site de Palmyre sont effectuées en 1753 ; les ruines sont dès lors dessenvelies et/ou extraites. À cette occasion, Robert Wood produit de nombreuses estampes figurant fidèlement l'ensemble des monuments mais également une vue d'ensemble du site archéologique. Ces reproductions permettent une première approche pour identifier le temple de Nabû et les autres vestiges antiques,.
L'édifice palmyréen est en grande partie analysé et identifié. Ses divers éléments d'architecture sont répertoriés, puis nomenclaturés au début du XXe siècle — de 1902 à 1917 —, grâce à une mission allemande. Cette dernière est entreprise sous l'égide de K. Wulzinger et Theodor Wiegand (1846 - 1928). La mise en évidence des ruines du temple est essentiellement réalisé par des techniques de sondages,,.

### Les campagnes de fouilles
Hormis la campagne de prospections archéologiques menée par Robert du Mesnil du Buisson dans les années 30 ; la principale campagne de fouilles permettant d'attester, d'identifier et de mettre en perspective le temple de Nabû, est réalisée en 1963 et 1964 par une équipe franco-syrienne dirigée par l'assyriologue Syrien Adnan Bounni — celui-ci est alors directeur archéologique du site antique de Palmyre —, et notamment assisté de l'archéologue Jacques Seigne et de l'architecte syrien Nassib Saliby,.
Les fouilles permettent de dégager de nombreuses tablettes — ou tessère — portant des inscriptions cunéiformes. Ces tablettes sont disséminées sur la globalité du site cultuel, soit ensevelies (enfouies et enterrées), soit affectées en réemploi au sein de différentes structures architecturales demeurées intactes. En outre, ces tessères se présentent tels des rapports et comptes-rendus des dimensions, mises en œuvre successives et descriptions architecturales du sanctuaire, chacune dûment datée. Pour Adnan Bounni, la découverte et la mise au jour de ces reliques scripturales sont essentielles. Concrètement, elle lui permet d'effectuer une reconstitution historique et descriptive du complexe religieux,,,.
À cela, il faut ajouter qu'au cours de l'année 1975, sont inventoriées, traduites et publiquement délivrées, la globalité des inscriptions associées à l'édifice votif.
À l'instar de la globalité du site dont il est partie intégrante, le sanctuaire de Nabû est reconnu Patrimoine Mondial de l'Humanité par l'UNESCO en 1980.

## Culte de Nabû à Palmyre
En considérant d'une part l'existence de cette statuaire, et d'autre part les divers inscriptions votives et gravées sur certains des éléments architecturaux du temple de Nabû, il est concrètement fondé de penser que le petit sanctuaire syrien fasse référence au dieu Nabû.

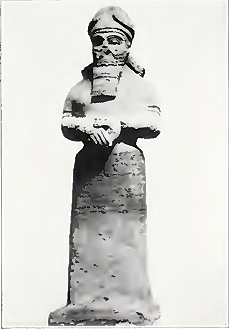
Sculpture en pied du dieu d'origine babylonienne ("Britannica", 1911. Nabû.

Au sein de la ville antique de Palmyre, Nabû apparaît telle une divinité dite « mineure ». Cependant, ce dieu est totalement intégré et indissociable des pratiques religieuses de la société palmyréenne de cette époque. D'origine babylonienne, ce personnage divin est attesté relativement précocement à Palmyre. Néanmoins, l'emprunt de son culte à la culture et à la civilisation proche-orientale antique ne peut intrinsèquement pas contemporaine de la fondation de la ville antique syrienne et ce, à contrario du culte également Babylonnien de Ba'al — devenu Bêl, lorsqu'il est assimilé à Palmyre —, lequel se présente comme étant le « dieu ancestral » de Tadmor, établit depuis l'origine du site urbain,,.
Pour le patron des scribes, cette dernière considération pourrait expliquer ce statut de « dieu mineur » au sein du panthéon palmyréen, bien que Nabû soit une divinité caractéristique de la tradition religieuse du levant antique,.
Les prospections archéologiques n'ont permis d'attester qu'une faible quantité de ce type de statuaire représentant le dieu babylonnien, y compris dans l'enceinte même du sanctuaire de Nabû. Seules, deux tessères — les tablettes épigraphiques numérotées « 136 » et « 137 » — viennent accréditer l'existence du culte de Nabû sur le site religieux éponyme,.
Ses attributs divins s’étendent aux domaines du « savoir » et l'« écriture ». Toutefois il subit ultérieurement une assimilation gréco-romaine et, pour cette époque précisément étudiée, il apparait sous la forme d'un Apollon Proche-Oriental, dit « Apollon Citaèdre »,.

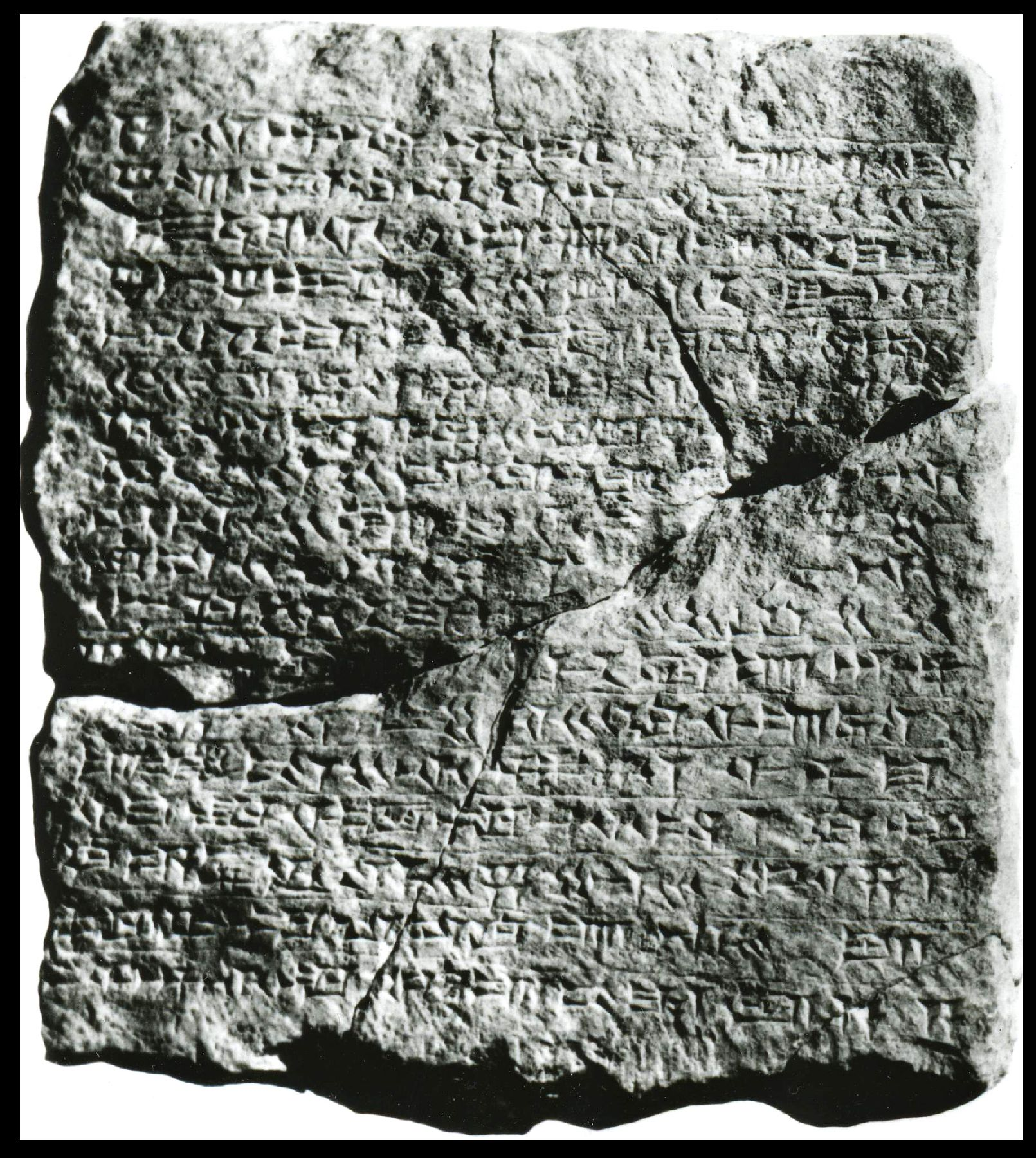
Tablette dédicace au dieu Nabû.

Une inscription dédiée à Nabû apparaissant au bas d'une représentation d'un relief, témoigne de la destination du sanctuaire. Elle figure un dieu portant une longue robe et dont la tête est ceinte d'une couronne de laurier. La divinité semble être munie d'une sorte de tablette ou peut-être d'une cithare. L'archéologue Robert du Mesnil du Buisson, qui a exhumé la relique dédicacée au sein du temenos du sanctuaire palmyréen, identifie l'œuvre comme étant Apollon cithaèdre. Ceci corrobore l’hypothèse d'un effet d'assimilation, voire de substitution, de Nabû par la divinité grecque dans le panthéon palmyréen,. L'historien Henri Seyrig vient conforter l'argument de l'assyriologue :

« La dédicace à Nébo, gravée au-dessous d'un dieu long-vêtu, lauré, dans lequel je ne puis reconnaître qu'Apollon cithaèdre. M. du Mesnil estime qu'il tient une tablette : j'y vois une cithare, que le dieu touche de son plectre. Une tessère palmyrénienne représente justement Nébo dans cet attirail, et le nom du dieu y est inscrit en légende, non en dédicace, ce qui rend l'identification certaine. On sait, d'ailleurs, que le nom d'Apollon remplace régulièrement celui de Nébo dans les inductions grecques de noms théophores sémitiques : « Apollinaris-Barnebo ». »

— Henri Seyrig.
Dans ce même cadre, les assyriologues ont pu mettre en évidence un autre bas-relief. Ce bloc sculpté est exhumé à proximité du propylée de la cella, lequel représente une divinité pourvue de caractéristiques similaires. Toutefois, dans ce cas précis, cette divinité est associée à un simple théonyme. Ce terme n'apparaît pas sous une forme dédicacée, mais conserve malgré tout, à l'identique des autres inscriptions qui ont été exhumées, des caractères de type cunéiformes. Cette épigraphie, à vocation religieuse, se traduit par le théonyme judéo-araméen « Nebo », autrement dit : Nabû,.

En outre, une tessère, retrouvée à proximité du bâtiment religieux, tend à suggérer une filiation entre Astarté — déesse d'origine égyptienne —, et le Nabû palmyréen. La relique antique se présente sous la forme d'une sculpture représentant une déesse assise dont l'une de ses mains est apposée sur un animal, probablement un chien. Pour les spécialistes, il est possible d'identifier cette 

« Déesse au chien »

— Ernest Will.
 à Astarté. Selon Adnan Bounni, qui a exhumé cette œuvre sculptée, il y a, de manière quasi-certaine, une filiation entre la déesse cananéenne et le dieu du savoir. L'archéologue syrien opte pour l’hypothèse selon laquelle Astarté serait, au sein du panthéon palmyréen, la parèdre de Nabû. Les assyriologues notent également une affiliation du « dieu scribe palmyrène » au dieu Marduk : les documents archéologiques et épigraphiques fournis, confirment que Nabû apparaît comme étant le fils (au sens panthéonique du terme) du dieu babylonien.
Concrètement, et d'après les éléments fournis, il est possible de mettre en évidence trois points essentiels concernant le culte du Nebo palmyréen :
- Il apparaît comme un dieu traditionnel au sein de la société palmyrène[40];
- Il s'agit d'une divinité mineure[40];
- Cette figure panthéonique palmyrène a subi de fortes influences à la fois gréco-romaines (processus d'assimilation entre Nabû et Apollon[45]) et de façon moindre, égyptiennes, voire babyloniennes[48].

Enfin, concernant le culte palmyréen de Nabû, un quatrième point est à prendre en considération : la prêtrise (ensemble de personnalités religieuses) ayant fait vœu d'obéissance au dieu du savoir et de l'écriture,.

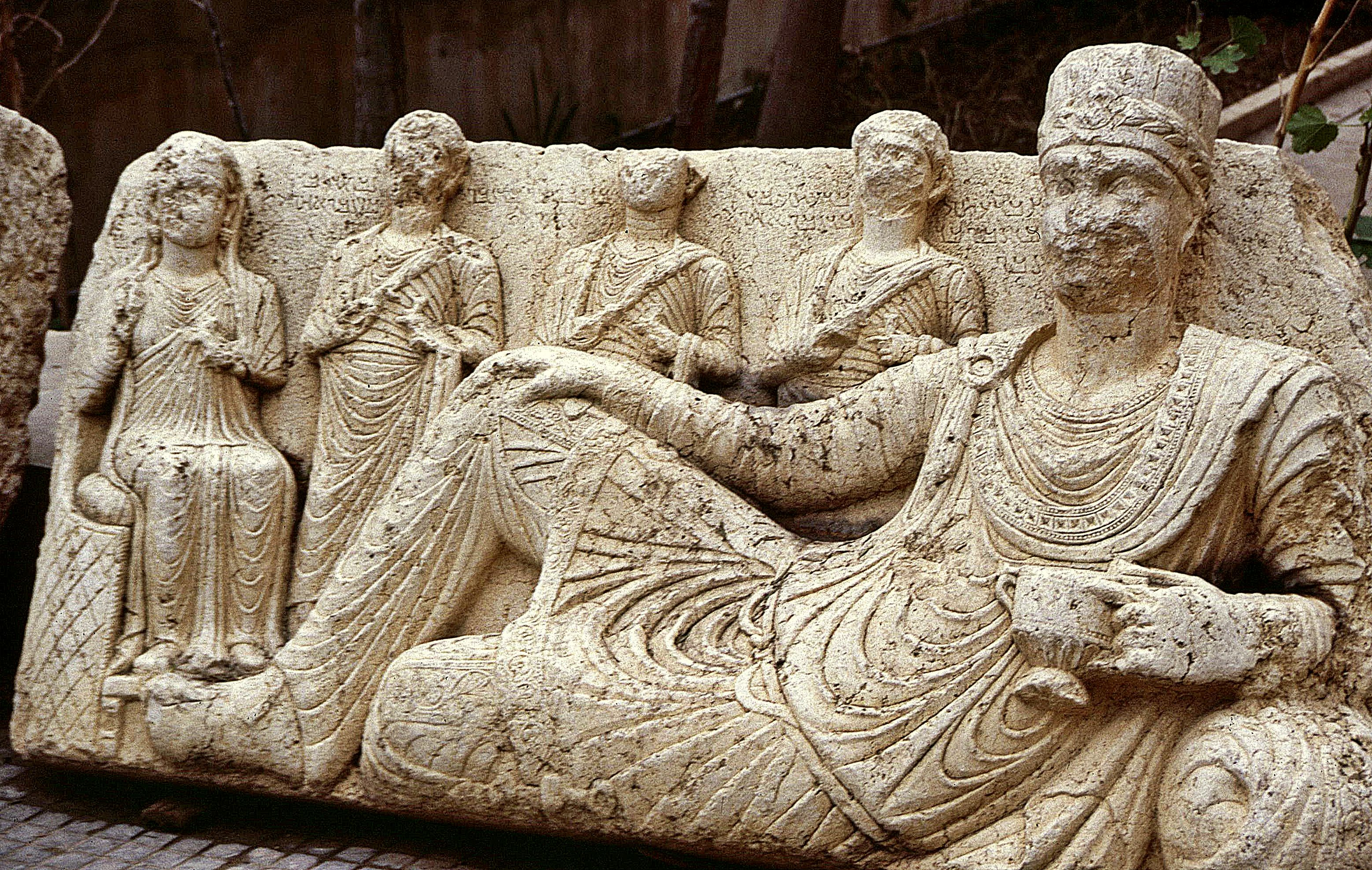
Exemple de bas-relief représentant des prêtres palmyréens.

Un relief, exhumé à l'intérieur du sanctuaire, met en évidence des indices et des témoignages significatifs concernant ces personnalités sacerdotales.
Ce bas-relief laisse apparaître trois hommes vêtus de longues toges. L'un d'entre eux, au centre, est en posture assise, tandis que les deux autres, debout, viennent le flanquer. Une inscription située au-dessous nous renseigne sur une filiation de type parental des trois individus : il s'agirait du grand-père, de son fils et de son petit-fils. Cette filiation tend à induire que le pouvoir sacerdotal se transmet non par acceptation collégiale publique, mais par transmission héréditaire et privée,.
En outre, le personnage en position central, celui qui est assis  dispose d'une ceinture le ceignant à la taille. Les pieds de cet ancien officiant sont chaussés phaecasia (genre de sandales romano-levantines) et sa tète est couverte d'une sorte de coiffe — un mortier —, elle-même surmontée d'une couronne de laurier. On peut observer que le « fils » et le « petit-fils » sont dépourvus de ceinture, la tète non-laurée et se présentent, quant à eux, pieds nus. Les héritiers du patriarche religieux sont en revanche parés du mortier traditionnel syrien. Ces détails mettent en lumière les symboles honorifiques et distinctifs des prêtres officiant au culte de Nabû,. En faisant une analyse détaillée de l'ensemble vestimentaire de ces officiants palmyrènes, l'historien et assyriologue Rolf A. Stucky révèle ceci :

« Les prêtres, qu'ils soient debout ou couchés pour le banquet, apparaissent en costume grec. Seule varie la longueur des vêtements, qui doit dépendre plutôt de la mode du moment que de la diversité éventuelle des fonctions cultuelles des prêtres. La sculpture funéraire qui est, elle, de nature privée, forme notre source la plus abondante pour la connaissance des insignes sacerdotaux. Les bustes qui ornaient les plaques de fermeture des loculi montrent principalement le costume grec, tandis que sur les reliefs de banquet le costume grec et le costume iranien sont également fréquents. Tandis que le skyphos des banqueteurs, qui appartient normalement à la représentation du symposion, apparaît aussi tenu par des Palmyréniens tête nue, le balsamaire et la boîte à encens ne se voient que dans les mains de personnages coiffés du mortier. »

— Rolf A. Stucky, page 168 et 169, 1973.
Le spécialiste du Proche-Orient antique ajoute :

« Le costume syrien. Selon la description de Lucien et d'après un relief de Membij-Hiérapolis et les peintures murales du temple des dieux palmyréniens à Doura-Europos, les prêtres syriens portaient de longues tuniques ceintes à la taille. Ce vêtement caractérise également les personnages occupés à sacrifier sur les reliefs monumentaux du temple de Bel ainsi que les descendants du personnage assis sur le relief du temple de Nébo. C'est pourquoi je suis enclin à le considérer comme le vêtement sacerdotal indigène. Les monuments palmyréniens ne nous renseignent pas sur les couleurs de ce vêtement. »

— Rolf A. Stucky, page 170, 1973.

Les diverses représentations du dieu scribe Nebo (Nabû)
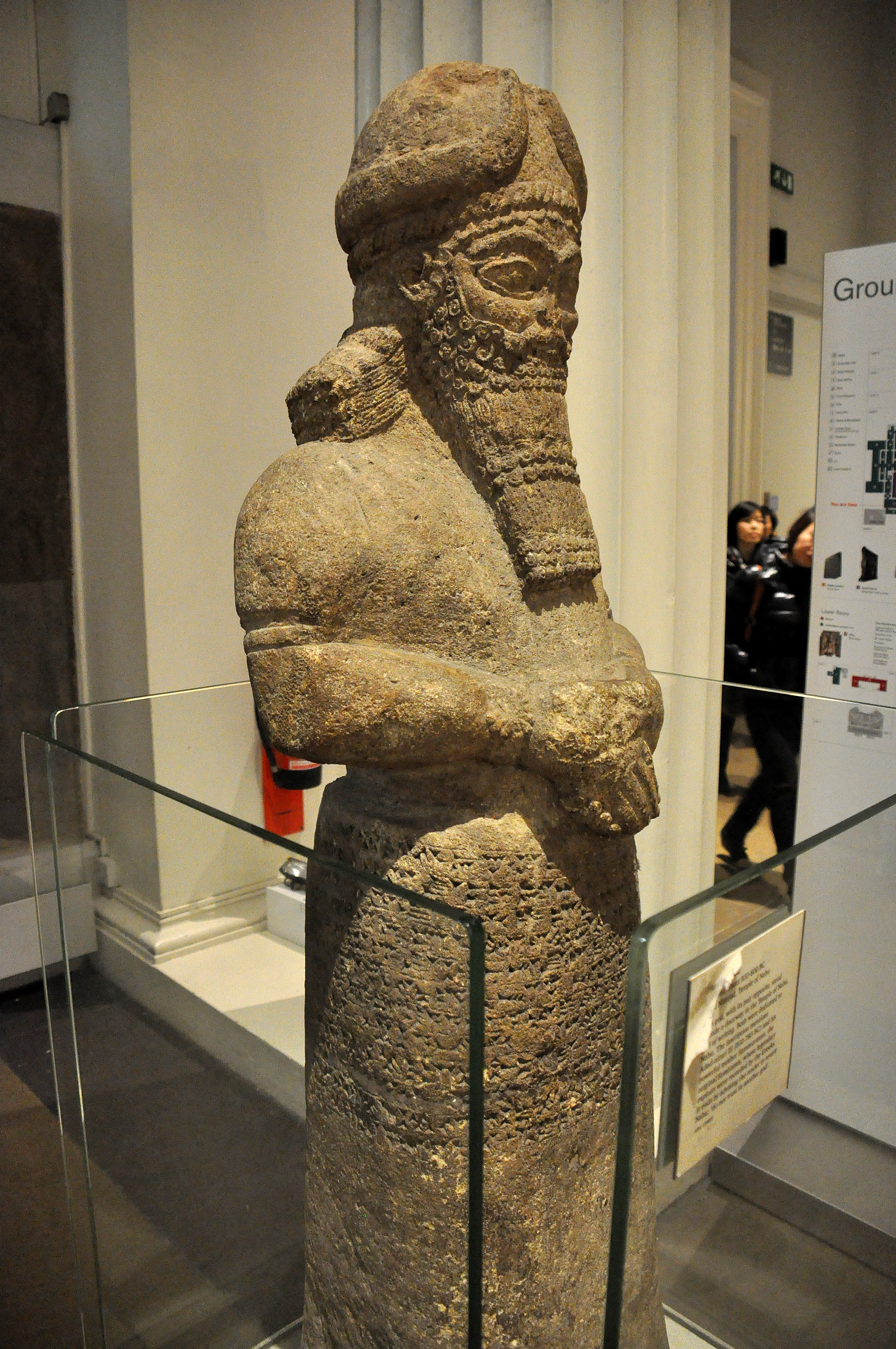
Sculpture du dieu Nabû[N 13].
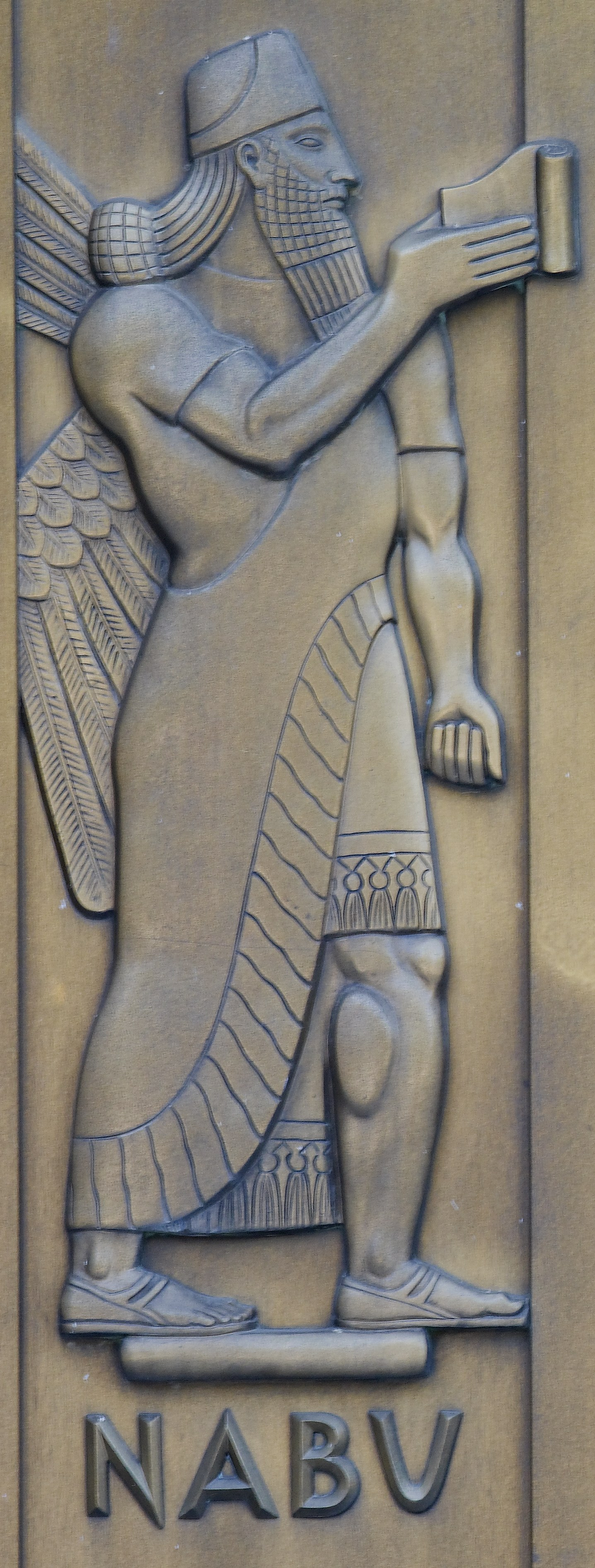
Bas-relief en bronze[N 14].
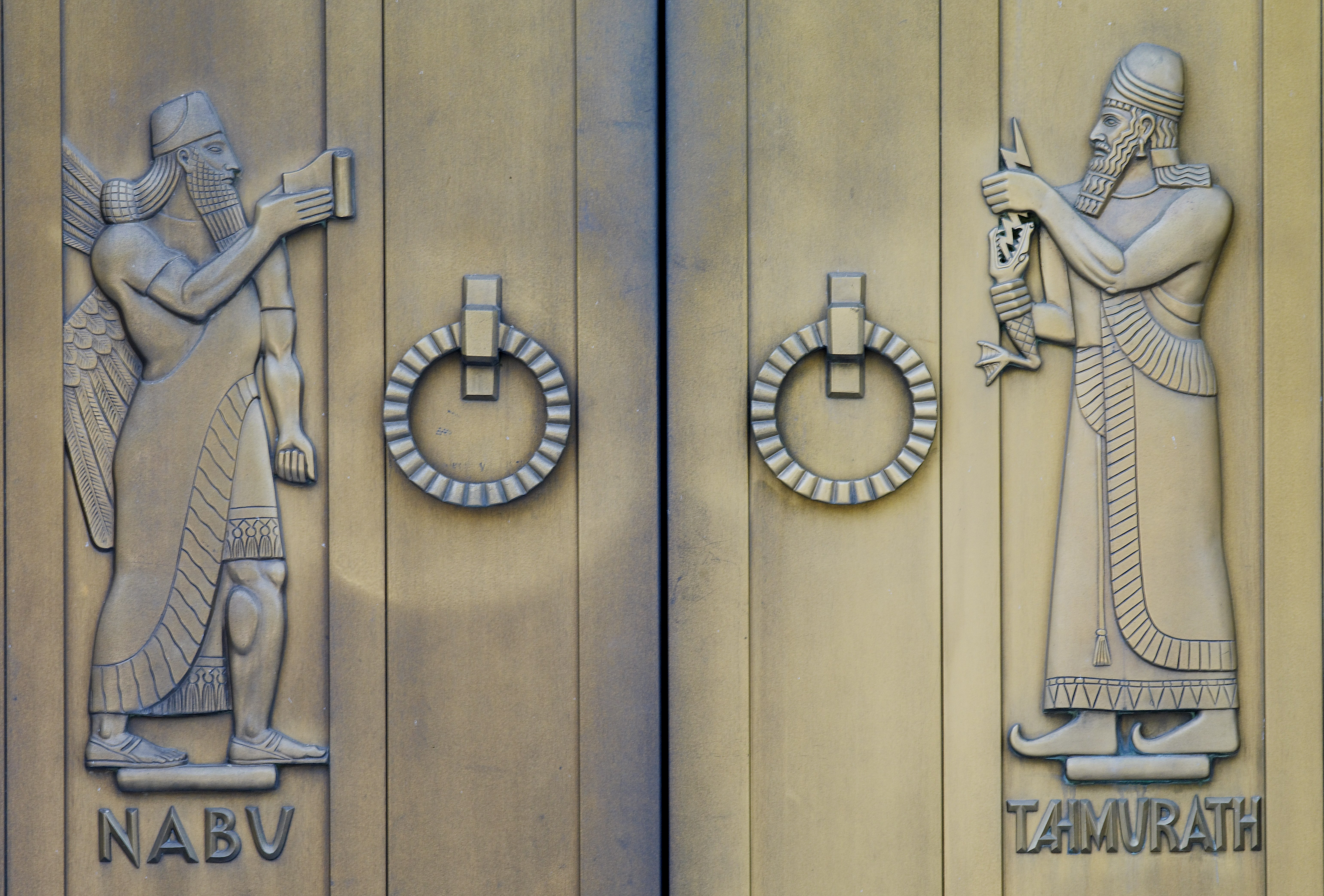
Id.
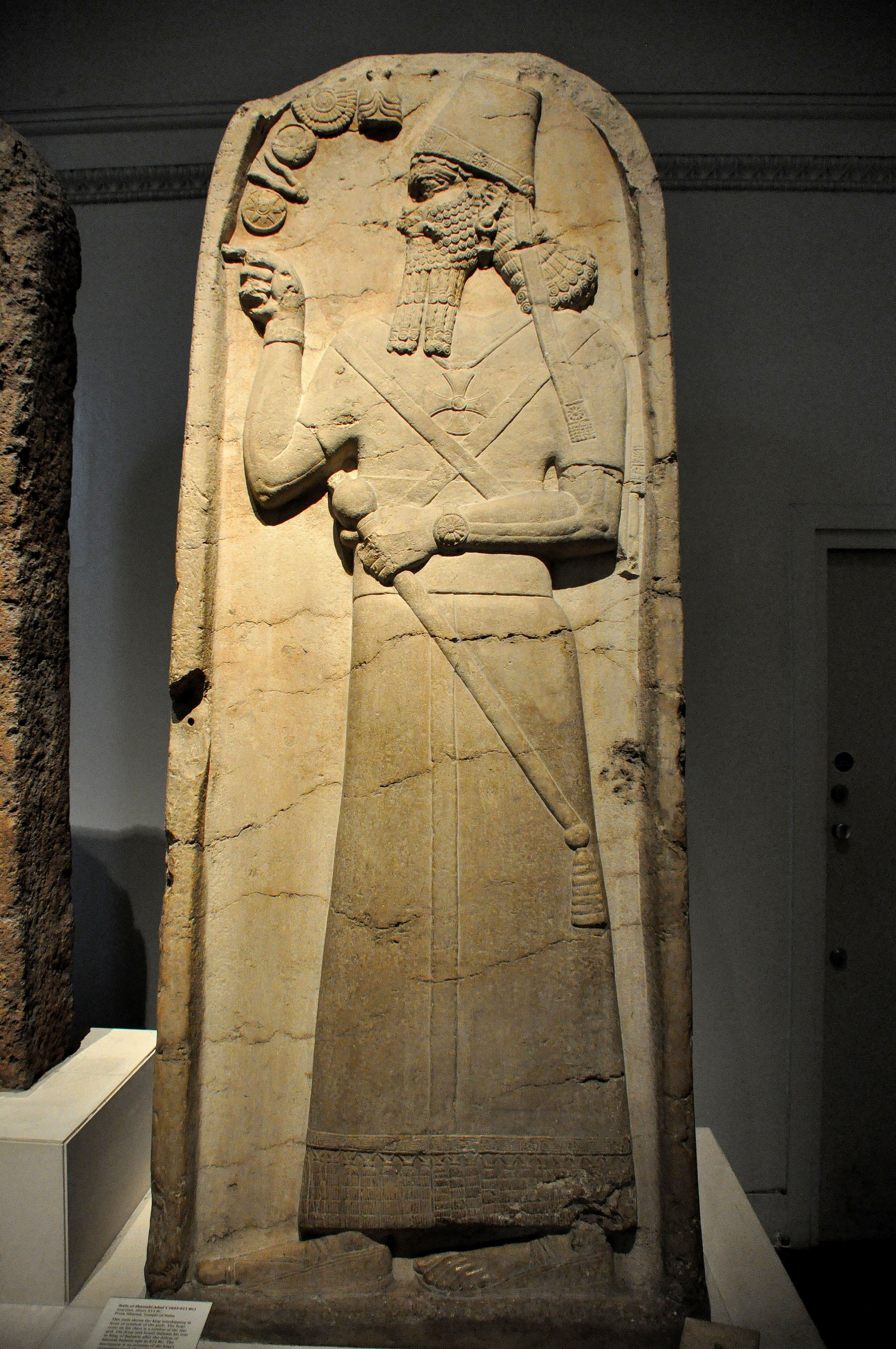
Sculpture en bas-relief de Nabû[N 15]

## Description

### Vue d'ensemble du Sanctuaire de Nabû
L'élévation du temple de Nabû s'est fortement inspirée de celle du Temple de Bêl. En effet, l'édifice possède une forme d'hybridation entre deux types d'architectures manifestement différentes — en l’occurrence une architecture gréco-romaine et une architecture proche-orientale —. De plus, la disposition des divers éléments du bâtiment religieux — en particulier la cella, le propylée et le mur d'enceinte — est comparable,,,.
Néanmoins, on peut noter que le plan au sol du sanctuaire de Nabû répond indéniablement au critères de type gréco-romain — celui-ci apparaissant sous une symétrie axiale, voire quasi-axiale — ; tandis que le plan au sol du Temple de Bêl demeure en définitive purement proche-oriental,.
À cet effet, l'édifice dédié au dieu Nabû présente l'ensemble des caractéristiques propres aux temples syriens, réalisés au cours de la période hellénistique et romaine. Ces particularités se définissent dans les paragraphes ci-après,.

### Letéménos

#### L'enceinte
Le sanctuaire de Nabû est plus petit que ceux dédiés à Baalshamin et à Bêl. Il dispose d'un aspect globalement trapézoïdale, bien qu'imparfait,,. Celui-ci s'élève sur un promontoire rocheux naturel, une sorte de butte granitique. Ce promontoire a subi un aplanissement (non-d'origine), grâce à une technique de terrassement afin d'absorber et de contenir ses nombreuses irrégularités topographiques. Cette sorte de « podium » fait également l'objet d'une extension dont le but est de demeurer fidèle aux dimensions initiales du plan au sol du complexe religieux,,.
L'ouvrage architectural votif est pourvu des dimensions suivantes :
- 44 mètres sur la façade sud ;
- 60 mètres pour la façade nord ;
- 85 mètres pour la façade est ;
- 87 mètres sur la façade ouest[57].

Le mur d'enceinte de la face nord du sanctuaire est constitué d'un portiques ouvragés dans un style dorique. Celui-ci est par ailleurs mitoyen aux boutiques qui occupaient l'espace entre le Ier siècle et le IIe siècle. Le portique se déploie tout au long de la Grande Colonnade.
En outre, l'enceinte est dotée d'une entrée sous la forme d'un propylée de typologie architecturale hexastyle.

L'enceinte du temenos
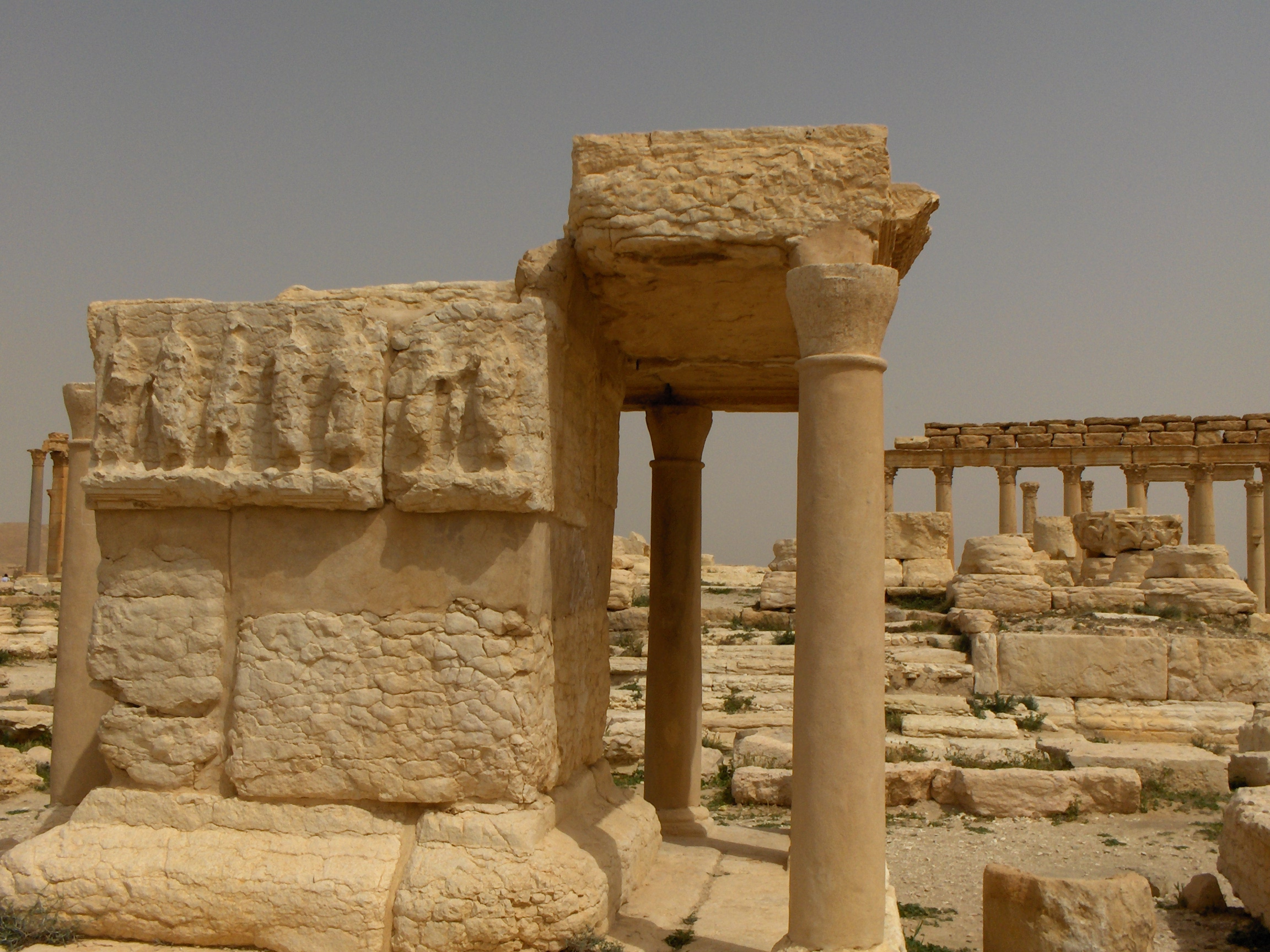
Vestiges de l'enceinte à colonnade du temenos du sanctuaire de Nabû.
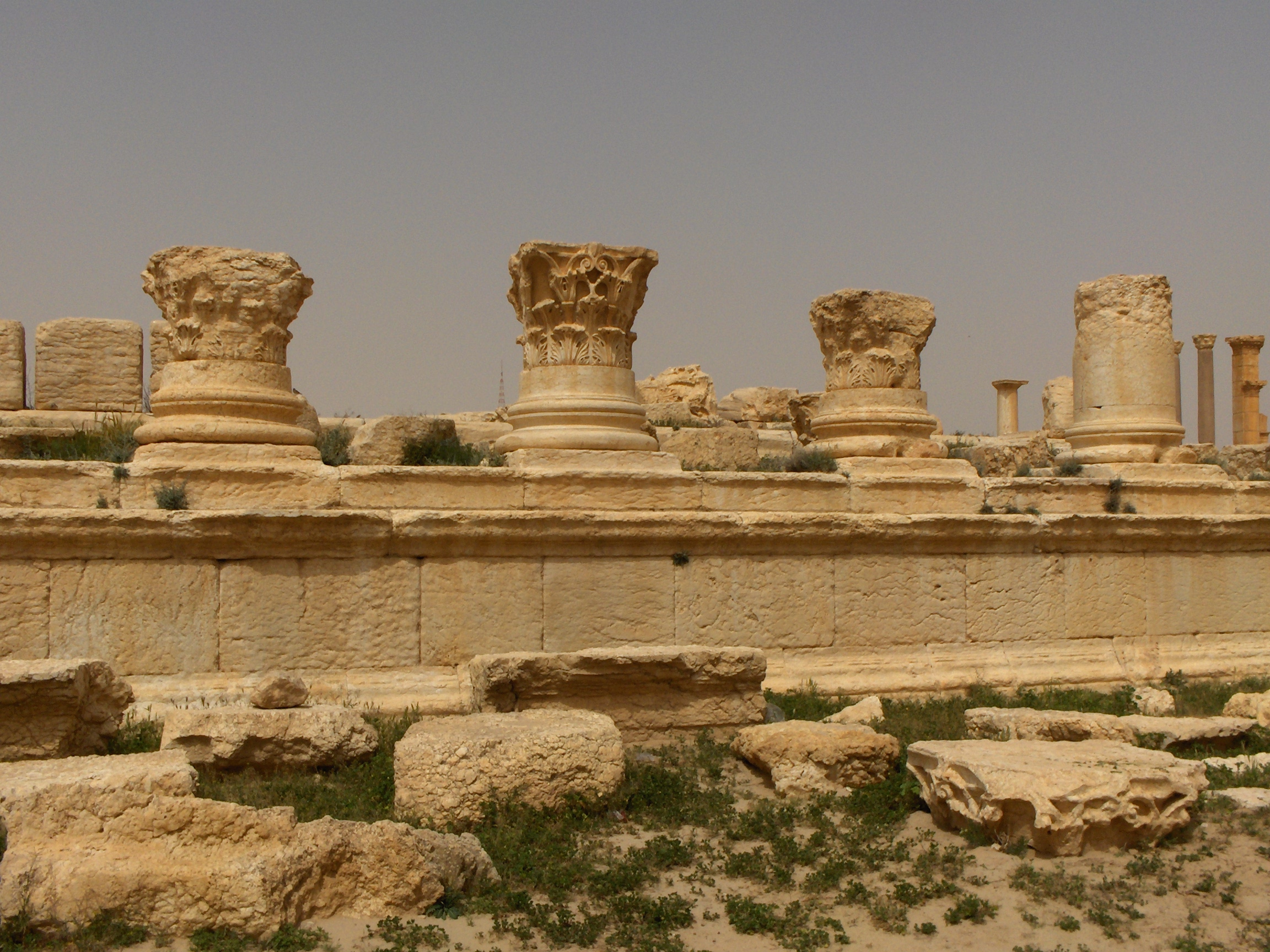
Colonnes du Temple de Nabû à Palmyre.

#### L'autel sacrificiel monumental
Une autre des spécificités caractérisant les sanctuaires du Levant de l'ère hellénistico-romaine, agrémente le temple de Nabû : la présence d'un « hamana » — c'est-à-dire, un autel sacrificiel proche-oriental —, ou « môtab », situé à l'extérieur de la cella et positionné au devant de la façade d'entrée de celle-ci,.
L'autel est ceint de colonnettes dont la stylistique peut être attribuable aux canons architecturaux hellénestico-romains. En outre, ce dernier possède également un entablement de typologie architecturale corinthienne, venant surmonté l'ensemble des colonnettes. Ici, à nouveau, on peut dégager une mise en évidence d'une symbiose architecturale proche-orientale d'une part et gréco-romaine d'autre part,.

### Lacella

#### Caractéristiques de la Cella
La cella — c'est-à-dire le bâtiment sacré central abritant la statue du dieu éponyme au temple — est pourvue des dimensions suivantes :
- 20 mètres de long[58] ;
- 9 mètres de large[N 17],[57].

La construction s'inscrit dans les proportions spécifiques à l'ensemble du sanctuaire et affiche une relative petite taille. Cette dernière est agrémentée d'une rampe d'escalier.
La cella est également munie d'un talamos — autrement dit, une sorte d'adyton —, d'une rangée de merlons et d'un genre de tours-escaliers. Cette dernière surplombe un « toit-terrasse ». Par ailleurs, le naos — sorte de nef proche-orientale —, est agrémenté de « fenêtres » et de consoles — c'est-à-dire, dans le contexte qui nous occupe, un élément décoratif apparaissant sous la forme de en « saillies » —.
En outre, le bâtiment sacré possède un propylée, faisant office d'entrée et apposé en façade de ce dernier.
D'autre part, un péristyle — ensemble de colonnades — vient entourer la cella à l'arrière et sur chaque côté. Ses colonnes sont chacune dotées de frontons de type corinthien,.
Ces éléments architecturaux apparaissent comme étant des particularités propres aux temples cultuels proche-orientaux de l'époque romaine et hellénistique,.

#### Le propylée
Le propylée couvre toute la façade avant de la cella et forme l'entrée de cette dernière. Il est assignable à un style architectural corinthien, et est également agrémenté d'un fronton. À l'instar de l'ensemble des murs et du toit-terrasse, le fronton de l'accès à la cella est muni de merlons à degrés. Il forme, avec l'ensemble du bâtiment sacré, un ensemble harmonieux,,,.

#### Lethalamos
La cella est dotée d'un unique "thalamos" — autrement dit, un adyton —, à contrario du Temple de Bêl qui en possède deux. L'adyton du temple trapézoïdal est sis dans partie sud du naos de la cella. Des inscriptions rendant compte de la mise en œuvre du bâtiment cultuel, mais également divers dédicaces votives mises au jour au sein des ruines du sanctuaire de Nabû en lieu et place du thalamos, suggéreraient que ce dernier abrite des reliefs honorant Nabû, mais également la « triade palmyrénienne » — pour rappel : Baal, Aglibôl et Marhibol —, et de surcroît, des divinités grecques et/ou romaines.
Le thalamos est situé au fond de la cella, à l'extrémité Sud du naos,,,.

#### Le toit-terrasse
Le toit-terrasse est, comme son nom l'indique, de forme plate. En outre, il est affecté de certains éléments architecturaux spécifiques aux toitures des temple syriens de l'époque.
Les frontons
La toiture plane possède des frontons postiches conçus dans un style purement gréco-romain. Ils sont par ailleurs disposés en façade.
Les merlons

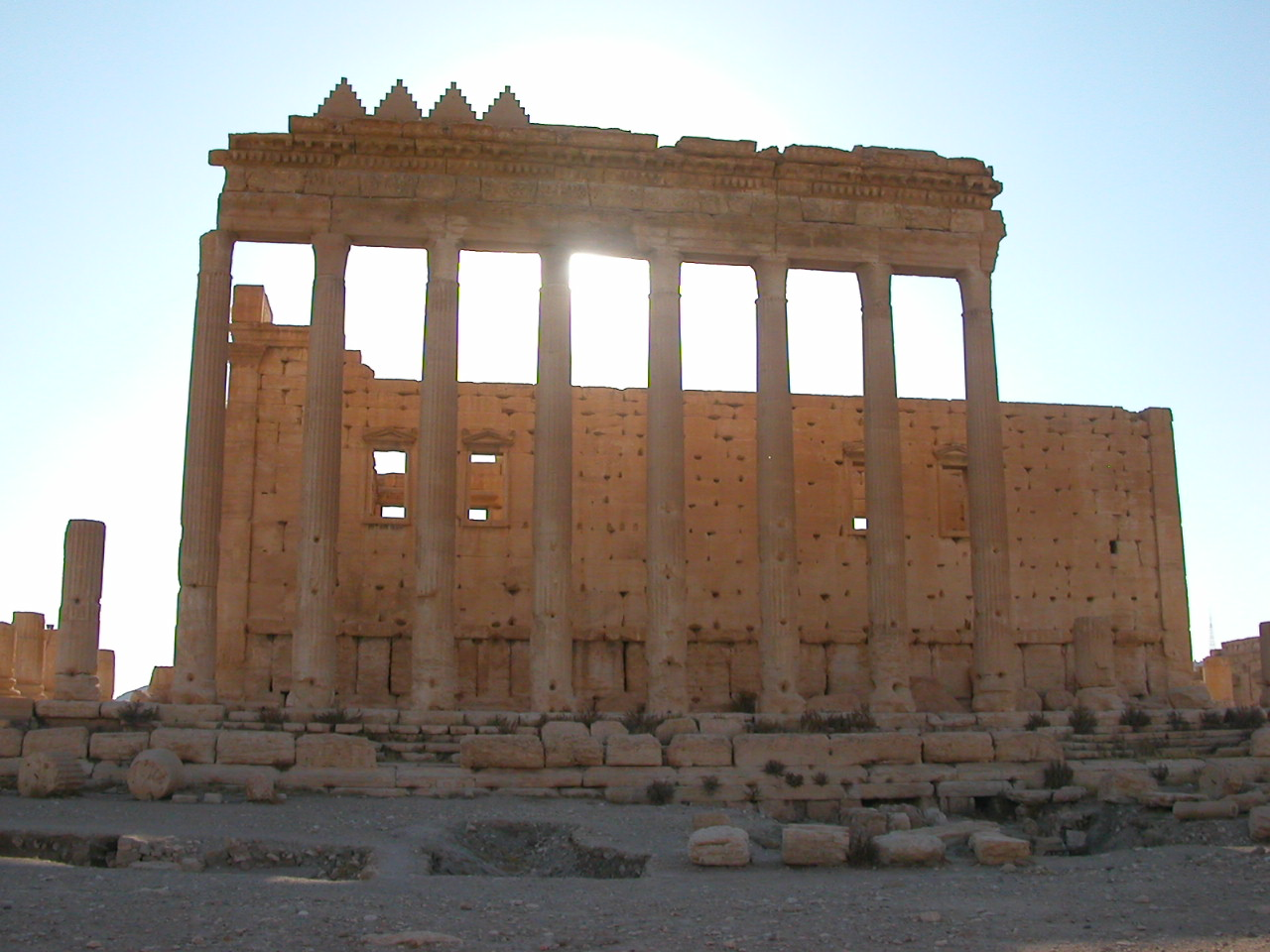
Merlons à 5 degrés identiques à ceux du temple de Nabû (ici surmontant le portique du Temple de Bêl).

Le merlon à degrés se présente tel un élément architectural typique des monuments votifs du Levant au cours du Ier siècle et du IIe siècle. À lui seul, il incarne le caractère honorifique, cultuel et/ou religieux d'un édifice syrien antique. À l'instar du Temple de Bêl de palmyréen, le temple de Nabû est pourvu de merlon à 5 degrés — c'est-à-dire prenant une forme d'escalier à 5 marches — surmontant le toit-terrasse de la cella, le pourtour de la partie haute des murs de la cella le portique de façade, le péristyle et également les tours-escaliers. Concernant l'utilisation de l'élément architectural qu'est le merlon, le Dr Adnan Bounni analyse ceci :

« Le merlon est un élément de prestige qui est utilisé en Orient depuis des millénaires. Peu adapté aux toitures à deux pentes, il convient bien aux terrasses horizontales, dont il rompt la monotonie des lignes droites. Il nous semble que le merlon à degrés, en plus de son rôle décoratif, symbolise la ziggurat qui est l'incarnation d'une élévation vers le céleste. Cet élément seul peut donc indiquer un temple, un lieu de culte ou un monument sacré. »

— Docteur Adnan Bounni, 1999.
La tour-escalier
De même que la quasi-totalité des sanctuaires syriens de la période hellénistique et/ou romaine, le temple de Nabû à Palmyre est doté d'une tour-escalier, autrement dit un élément à degré, s'élevant sous une forme tubulaire et dépassant le toit-terrasse lui-même. L'escalier se définit sous une forme de spiralée et permet d'accéder au toit-terrasse, par le biais d'une ouverture circulaire pratiquée dans ce dernier. La tour-escalier du sanctuaire est incorporée au fond de la cella, et au voisinage du thalamos,.

## Mise en perspective du temple
Au cours de son histoire et jusqu'en 2015, le Sanctuaire de Nabû a subi maints remaniements et a été l'objet de destructions partielles ; et ce au point que de l'ouvrage architectural religieux, il n'en demeure plus que des ruines. Ainsi, cet élément permet de prendre prendre en considération le caractère officiel et immuable de la reconstitution par rapport à l'apparence d'origine du sanctuaire.
Pour autant, il faut souligner que cette reconstitution s'appuie essentiellement sur les inscriptions cunéiformes reparties au sein de l'enceinte du sanctuaire,. D'autre part, la synthèse des inscriptions et statuaires votives, met en lumière le manque de crédit dont s’octroie le culte de Nabû lui-même,.
Néanmoins, l'édifice sacré est indéniablement imprimé de la symbiose de plusieurs concept architecturaux — hellénistique, romain, syriens, voire babyloniens —, lesquels en dessinent un ouvrage remarquable et absolument typique de l'époque et de la géographie de la Syrie Antique,. Dans un compte rendu sur l'ouvrage rédigé, entre autres, par les assyriologues Adnan Bounni et Jacques Seigne, Michel Gawilowski renforce ainsi la thèse de « l'architecture hybridée » que constitue le temple de Nabû :

« Le sanctuaire présente des caractéristiques qui proviennent clairement de lʼarchitecture romaine (axialité du plan, portiques à chapiteaux dits toscans, cella sur podium), mais en même temps les restitutions révèlent dʼautres traits qui continuent la tradition locale (couvertures en terrasse, merlons autour de la cella, adyton surélevé au fond de celle-ci). Ce mariage des deux traditions exprime la situation générale de la civilisation de Palmyre et de la Syrie qui lui est contemporaine : un temple ancestral reçoit un vernis classique qui ne change pas le fond du culte, mais qui impose le langage des formes importées, comme ces frontons postiches qui cachent les terrasses à plat. »

— Michel Gawilowski.